# Punta Salinas (BS-42)
El buque Punta Salinas (BS-42) es un buque remolcador de manufactura española, utilizado actualmente por la Sociedad de Salvamento y Seguridad Marítima. Su distintivo de llamada es EABF y su número IMO es 7931894.
Fue desarrollado en los astilleros navales Astilleros de Huelva (Huelva) y botado a la mar en el año 1982.
Está previsto en el Plan Nacional de Salvamento 2010-2018 que sea sustituido por un buque polivalente de 8000 CV de potencia, en torno a 90 toneladas de tiro y 60 m de eslora.
Debido a los retrasos en los plazos de PNS 2010-2018, el buque continúa en servicio tras habérsele efectuado las oportunas reparaciones y mejoras en el otoño de 2020.
Está previsto que continúe en servicio hasta la entrega del nuevo buque polivalente.
Durante su servicio como Buque de Salvamento ha demostrado un rendimiento excepcional, siendo utilizado en multitud de remolques a buques y pesqueros a la deriva, recuperación de objetos en la mar y salvamento de vidas humanas, demostrando sus capacidades en las recientes crisis migratorias en Canarias, rescatando gran cantidad de personas en peligro en la mar embarcadas en embarcaciones inseguras y precarias (pateras y cayucos).